# Imišlinski rajon
Imišlinski rajon (azerski: İmişli rayonu) je jedan od 66 azerbajdžanskih rajona. Imišlinski rajon se nalazi na jugu Azerbajdžana te graniči s Iranom. Središte rajona je Imišli. Površina Imišlinskog rajona iznosi 1.820 km². Imišlinski rajon je prema popisu stanovništva iz 2009. imao 114.183 stanovnika, od čega su 56.412 muškarci, a 57.771 žene.
Imišlinski rajon se sastoji od 49 općina.